# Seututie 134
Pour les articles homonymes, voir Route 134.
La route régionale 134 (finnois : Seututie 134)  est une route régionale allant de Karkkila jusqu'à Loppi en Finlande,,.

## Présentation
La seututie 134 est une route régionale d'Uusimaa et de  Kanta-Häme.

## Parcours
- Karkkila
  - Ahmoo
  - Vaskijärvi
- Loppi
  - Läyliäinen